# Sofroniusz (Starkow)
Sofroniusz, imię świeckie Siergij Prokopjewicz Starkow (ur. 1875 w Iljinskim, zm. 22 października 1932 w Arzamasie) – rosyjski biskup prawosławny.

## Życiorys
Pochodził z rodziny chłopskiej. W wieku dziewięciu lat rodzice oddali go do szkoły przy monasterze Trójcy Świętej w Sielendze, gdzie uczył się przez dwa lata. Naukę kontynuował w szkole duchownej w Nerczyńsku, a następnie w seminarium duchownym w Irkucku, które ukończył w 1896 jako jeden z najlepszych absolwentów w swoim roczniku. W tym samym roku, kolejno 1 i 2 sierpnia, przyjął z rąk arcybiskupa irkuckiego i wiercholeńskiego Tichona święcenia diakońskie i kapłańskie. Jako kapłan służył w stanicy Sielenga (1896-1899), Wierchniej Dudince (1899-1906), gdzie był również katechetą oraz w Czycie, gdzie był katechetą seminarium nauczycielskiego i proboszczem szkolnej cerkwi (1906-1912). W 1912 otrzymał godność protoprezbitera.
Brał udział w Soborze Lokalnym Rosyjskiego Kościoła Prawosławnego w latach 1917-1918. Po jego zakończeniu wrócił do Czyty i tam w czerwcu 1918 został aresztowany razem z grupą duchownych, którzy próbowali zapobiec konfiskacie archiwum eparchialnego. Opuścił więzienie po upadku władzy radzieckiej w Czycie w sierpniu 1918 i wrócił do pracy duszpasterskiej w soborze w tym samym mieście. 1 kwietnia 1922 w Harbinie w cerkwi Zwiastowania służył wieczyste śluby mnisze przed biskupem Melecjuszem (Zaborowskim), przyjmując imię zakonne Sofroniusz na cześć św. Sofroniusza Irkuckiego. 23 kwietnia tego samego roku został w Harbinie wyświęcony na biskupa sielengińskiego, wikariusza eparchii zabajkalskiej, po czym wrócił do Czyty, gdzie tymczasowo zarządzał całą eparchią. Następnie został formalnie jej locum tenens, z tytułem biskupa nerczyńskiego. W styczniu 1923 aresztowany w Czycie, wyszedł na wolność po trzech miesiącach. W tym samym roku przeszedł do Żywej Cerkwi, jednak po kilku miesiącach porzucił tę organizację.
Aresztowany w końcu tego samego roku lub, według innego źródła, 1 maja 1924. Za "działalność kontrrewolucyjną" został skazany na trzy lata łagru. Karę odbywał w obozie w dawnym Monasterze Sołowieckim. Po upływie wyroku, nie mogąc zamieszkać w ciągu trzech lat w wybranych miastach ZSRR oraz na Syberii, osiadł w obwodzie archangielskim. W 1932 zastępca locum tenens Patriarchatu Moskiewskiego, metropolita Sergiusz, wyznaczył go na biskupa arzamaskiego, wikariusza eparchii niżnonowogrodzkiej. 22 października 1932, w dniu powitania z wiernymi i duchowieństwem Arzamasu, zmarł na atak serca.
W 1992 został całkowicie zrehabilitowany.